# Aeroportul Municipal Beatrice
Aeroportul Municipal Beatrice (IATA: BIE, ICAO: KBIE, FAA LID: BIE) este un aeroport din Nebraska, Statele Unite ale Americii ce deservește zona Beatrice⁠(d). A fost numit după zona deservită.
Situat la o altitudine de 403,5552 m, aeroportul dispune de 2 piste.

## Infrastructură

### Piste
Aeroportul dispune de 2 piste. Pista 14/32 are suprafața de asfalt și dimensiunile 4.401 picioare × 100 picioare. Pista 18/36 are suprafața de beton și dimensiunile 5.602 picioare × 100 picioare. 